# Jela
Jela je žensko osebno ime.

## Izvor imena
Ime Jela je skrajšana oblika iz imen, ki se začenjajo ali končujejo na Jel-, -jela, npr.: Gabrijela, Jelena.

## Različice imena
Jelca, Jelena, Jelenca, Jelenka, Jelica, Jelika, Jelja

## Pogostost imena
Po podatkih Statističnega urada Republike Slovenije je bilo na dan 31. decembra 2007 v Sloveniji število ženskih oseb z imenom Jela: 291.

## Osebni praznik
V koledarju se ime Jela in različice uvrščajo k imenom, iz katerih neposredno ali posredno izhajajo, to je k imenom Jelena, Gabrijela.